# A testőr (film, 2009)
A testőr (eredeti cím: The Keeper) 2009-es amerikai akciófilm, melynek rendezője Keoni Waxman, főszereplője Steven Seagal. Ez az első közös együttműködés Seagal és Waxman között. A filmet az Amerikai Egyesült Államokban 2009. október 19-én mutatták be, Magyarországon DVD-n jelent meg szinkronizálva.

## Cselekmény
Egy drog elleni rajtaütés során a célépületben lévő összes embert megölik. Roland Sallinger társa, Trevor Johnson magának akar a pénzből, és lelövi Rolandot. Roland ezután a kórházban köt ki. Ott a társa végleg meg akarja ölni, és megpróbálja megfojtani egy párnával. Erre Roland lelövi őt egy pisztollyal, amelyet korábban, álcázott kómája alatt kapott.
Kórházból való szabadulása és némi gyógyulási idő után kényszerűen felfüggesztik. A texasi barátja, Connor Wells hívja fel, miután a lánya, Nikita épphogy megmenekült egy emberrablási kísérlet elől, és emiatt segítségre van szüksége.
Nem sokkal később Roland megérkezik Connor magánrepülőgépével, amit érte küldött.
Rolanddal találkozik Manuelóval (Johnnie Hector), aki Connor sofőrje. Útban Connor kúriája felé Manuelo unokatestvérét, Allegrát (Kisha Sierra) veszik észre, akit egy pár férfi zaklat. Manuelo megállítja a limuzint, Roland pedig megveri a két férfit, akik azt állítják, hogy Allegra két testvére, Enrique és Gustavo tartozik nekik. Enrique és Gustavo megérkezik, Manuelo és Roland pedig távozik.
Roland a kúrián korszerűsíti a biztonsági rendszert, például lecserélteti a kamerákat, és elkíséri Nikitát az első buliba. Előtte átad neki egy jeladóval ellátott nyakláncot, hogy meg lehessen találni, ha elrabolnák. Ezen a partin Nikitát szexuálisan zaklatják szerelme, a bokszoló Mason Silver barátai, ami bosszantja Rolandot.
Mason egy látszólag alkalmi találkozón az emberrablók nyomására elfogadja főnökük, Jason Cross ajánlatát. Jason és Connor gyerekkoruk óta ismerik egymást.
Egy kiránduláson Nikitát Mason átadja az emberrablóknak. Rolandnak sikerül megölnie 2 embert, de aztán a texasi rendőrség elfogja, de barátja, Connor hívása után szabadon engedik.
Allegra két fivére segítségével Roland felkutatja Masont. Információt ad neki Jason Cross hollétéről. A kávézóban folytatott beszélgetést és a Connorral folytatott későbbi beszélgetést hallva Roland megtudja, hogy Connor tulajdonosa egy uránlelőhelynek, amelynek papírjait Connornak aláírva kell átadnia, plusz 5 millió dollár készpénzt és gyémántokat, hogy visszakapja a lányát.
A Cross kúrián történő átadás során Roland több embert megöl, Nikitát pedig kiszabadítja, mielőtt a rendőrség és a SWAT megérkezik, hogy a még életben maradtakat őrizetbe vegye.

## Szereplők
| Szerep            | Színész            | Magyar hang        |
| ----------------- | ------------------ | ------------------ |
| Rolland Sallinger | Steven Seagal      | Rosta Sándor       |
| Jason Cross       | Luce Rains         | Katona Zoltán      |
| Allegra           | Kisha Sierra       | Sallai Nóra        |
| Connor Wells      | Steph DuVall       | Versényi László    |
| Nikita Wells      | Liezl Carstens     | Bogdányi Titanilla |
| Mason Silver      | Arron Shiver       | Magyar Bálint      |
| Trevor Johnson    | Brian Keith Gamble | Maday Gábor        |
| ázsiai masszőr    | Angela Serrano     |                    |

## Fordítás
- Ez a szócikk részben vagy egészben  a   The Keeper (2009 film) című angol Wikipédia-szócikk fordításán alapul.  Az eredeti cikk szerkesztőit annak laptörténete sorolja fel. Ez a jelzés csupán a megfogalmazás eredetét és a szerzői jogokat jelzi, nem szolgál a cikkben szereplő információk forrásmegjelöléseként.